# ضاحية كوروني

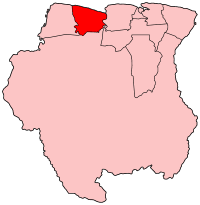
خريطة لسورينام تبين موقع ضاحية كوروني

ضاحية كوروني هي اٍحدى ضواحي سورينام تقع على الساحل، عاصمة الضاحية هي طوتنيس و تضم الضاحية مدن أخرى منها كورنيلي سكوندري، فريندشيب و جيني. يحد المقاطعة من الشمال المحيط الأطلسي ومن الشرق ضاحية ساراماكا، من الجنوب ضاحية سيباليويني ومن الغرب ضاحية نيكيري.
يبلغ عدد سكان الاٍقليم 3.480 نسمة و تقدر مساحته ب 3.902 كم2.
يعتمد معظم السكان على الزراعة في كل إمداداتهم الغذائية و دخلهم. البيئة الساحلية تعني وجود العديد من الزراعات مثل جوز الهند و مزارع الأرز.

## منتجعات ضاحية كوروني

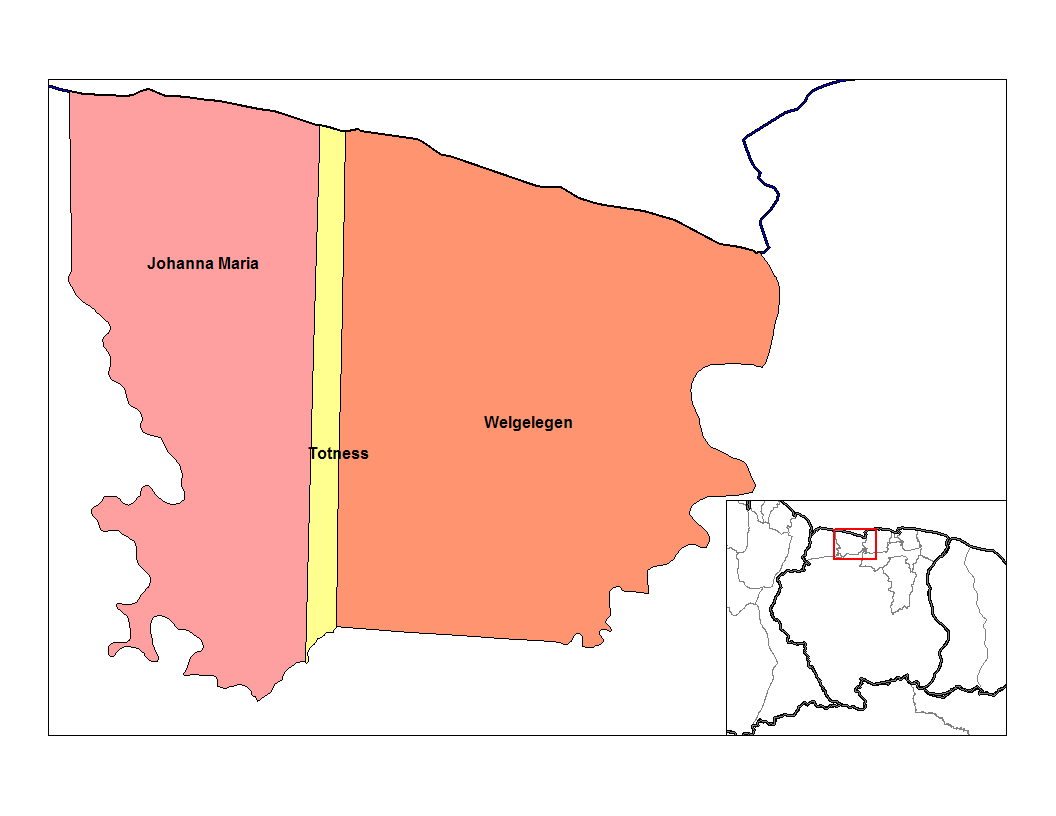
منتجعات ضاحية كوروني

تقسم كوروني اٍلى 3 منتجعات:
- خوانا ماريا.
- طوطناس.
- ويلغيليغن.